# ناأوكي موري (لاعب كرة قدم مواليد 1977)
ناأوكي موري (باليابانية: 森 直樹) (مواليد 21 نوفمبر 1977)، هو لاعب كرة قدم ياباني سابق كان يلعب كمدافع.

## وصلات خارجية
- ناأوكي موري (1977) على موقع رابطة كرة القدم اليابانية للمحترفين (اليابانية)
- ناأوكي موري (1977) على موقع قاعدة بيانات كرة القدم.إي يو (الإنجليزية)
- ناأوكي موري (1977) على موقع Soccerway.com (الإنجليزية)
- ناأوكي موري (1977) على موقع عالم كرة القدم.نت (الإنجليزية)